# ロリマー・テレビジョン
ロリマー・テレビジョン（Lorimar Television）は、かつて存在したテレビ番組制作会社である。

## 概要
1969年2月1日にロリマー・プロダクションズ（Lorimar Productions）として創設され、主にテレビドラマの制作を中心に展開していた。最大のヒット作は『ダラス』で、他の代表作は『フルハウス』と『アルフ』がある。1986年に「ロリマー・テレピクチャーズ」、1988年に「ロリマー・テレビジョン」と改称した。映画も制作していて、『愛と青春の旅立ち』、『郵便配達は二度ベルを鳴らす』、『S.O.B.』や『勝利への脱出』（配給はパラマウント映画）、『ムーンウォーカー』（配給はワーナー・ブラザース）を制作した。1985年に映画製作部門を「ロリマー・モーション・ピクチャーズ（Lorimar Motion Pictures）」と改名し、1987年に自主配給を開始した。なお、映画の制作は1990年に撤退した。1989年にワーナー・コミュニケーションズ（現：ワーナー・ブラザース・ディスカバリー）に買収され、1993年7月14日にワーナー・ブラザース・テレビジョンに統合される形で消滅した。『フルハウス』など制作中の作品は統合先のWBテレビジョンで制作が続行された。